# Nížkovská kostnice

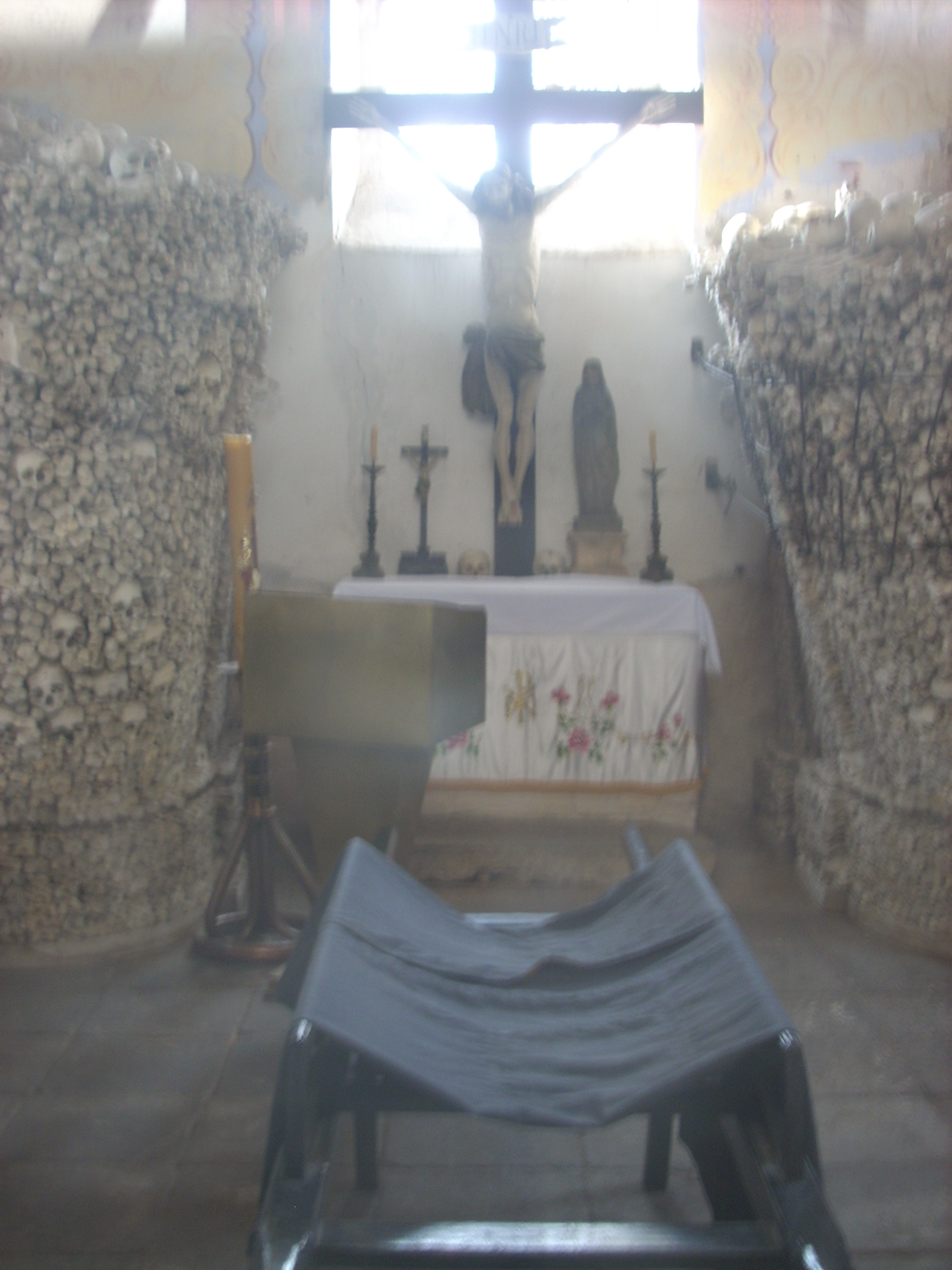
Interiér kostnice

Nížkovská kostnice se nachází u kostela svatého Mikuláše v Nížkově. Pochází z let 1708–1709.  Památka je přístupné během zdejší pouti a také v letní sezóně o sobotách a nedělích a svátcích v době 14-17 hod. Větší skupiny (např. školní výlety) si mohou domluvit i jinou dobu s místním farářem. O tomto místě vyšla reportáž v časopise National Geographic a kanadská televize zde natáčela dokument. Ročně památku navštíví okolo 400 osob.

## Historie
Kostnice pochází z let 1708–1709, kdy byla vybudována na popud tehdejšího děkana A. Haberlandta. Z hlediska množství uložených ostatků se jedná o největší známou kostnici na Přibyslavsku.      
Jedna z tradovaných verzí o původu uložených kostí tvrdí, že kosterní pozůstatky by měly pocházet z lazaretu, který během tereziánských válek vznikl v nedaleké Polné. Kosti saských, francouzských, bavorských a pruských vojáků byly podle této verze převáženy do nížkovské kostnice a rovnány do hranic. Podle pověsti kosti takto ozdobně srovnal slepý mladík. Lebky i kosti jsou v dobrém stavu, nedochovala se žádná zmínka, že by se některá z hranic sesunula. Na začátku 21. století došlo k obnovení dobových nápisů na stěnách (např. „Co jste vy, byli jsme i my“ či „Co jsme my, budete i vy“). \Relativně dobrý stav hranic kostí souvisí patrně s tím, že byla kostnice prozíravě založena na hraně svahu údolí Poděšínského potoka. Tím jsou jak základy samotné kostnice, tak i dřevěné základy hranic kostí poměrně dobře přirozeně odvodněny a netrpí nadměrnou vlhkostí tolik jako jiné stavby z téže doby.   
Od roku 2016 ostatky v kostnici zkoumá profesor Václav Smrčka z 1. lékařské fakulty Univerzity Karlovy a dospěl přitom mimo jiné k zajímavému zjištění ohledně stáří ostatků. Ze zatím sedmi vzorků kostí, které odebral pro určení stáří metodou analýzy izotopu 14C, vyšla datace v šesti případech do období od konce 12. století (okolo roku 1180)  do 14. století a v jednom případě do 16. století. Nejpravděpodobnějším vysvětlením je to, že záhy po postavení kostnice v roce 1709 do ní byly přesunuty ze zatím neznámého místa (nebo více míst) ostatky lidí, žijících zejména ve 13. a 14. století. 
Je možné, že později, s odstupem několika desítek let po vybudování, byly do kostnice skutečně přesunuty ostatky lidí, zemřelých během tereziánských válek a uloženy do horní části hranic, ze kterých zatím vzorky pro datování odebírány nebyly. A tato informace o původu části ostatků z doby tereziánských válek mohla být později omylem rozšířena na všechny uložené ostatky.  

## Stavba
Stavba stojí při západním průčelí kostela svatého Mikuláše. Jedná se o jednoduchou stavbu s jehlancovou střechou a dvojitou zdí, která má půdorys 8,5 × 8,5 metrů. Uvnitř jediné místnosti stojí v rozích čtyři velké hranice o rozměrech 2 × 2 × 2,5 m z lebek a kostí přibližně 7 000 osob. Vzhled (či chcete-li "architektura") hranic při západní stěně kostnice se mírně liší od vzhledu hranic, umístěných při stěně východní (u dveří). Tento rozdíl by se snad dal vysvětlit různými etapami ukládání ostatků do kostnice, neboť jejich pečlivé ukládání jistě bylo procesem časově velmi náročným. Některé kosti vykazují stopy po onemocnění tyfem. Datováním zde zatím byl potvrzen výskyt této nemoci ve 13. a 14. století. Podle profesora Antropologického ústavu Československé akademie věd Chrudoše Troníčka se zde nachází nejen kosti vojáků, ale také kosti žen a dětí. Vzhledem k nedostatečné kapacitě místního hřbitova zde bylo pohřbíváno i místní obyvatelstvo. Na čelní a pravé straně kostnice jsou umístěny dva mohutné kříže s Ježíšem Kristem.